# Jaroslav Pollert (piragüista, 1943)
Jaroslav Pollert (1943) es un deportista checoslovaco que compitió en piragüismo en la modalidad de eslalon. Ganó cuatro medallas en el Campeonato Mundial de Piragüismo en Eslalon entre los años 1961 y 1973.

## Palmarés internacional
| Campeonato Mundial | Campeonato Mundial | Campeonato Mundial | Campeonato Mundial |
| Año                | Lugar              | Medalla            | Competición        |
| ------------------ | ------------------ | ------------------ | ------------------ |
| 1961               | Hainsberg (RDA)    | Medalla de oro     | C1 por equipos     |
| 1965               | Spittal (Austria)  | Medalla de oro     | C2 por equipos     |
| 1973               | Muotathal (Suiza)  | Medalla de oro     | C2 individual      |
| 1973               | Muotathal (Suiza)  | Medalla de plata   | C2 por equipos     |